# Nexy
Nexy (svenska: Exil), född 14 augusti 2001 i Apatzingán i Michoacán är en mexikansk fribrottare inom den mexikanska stilen lucha libre. Sedan 2022 har hon brottats i Mexios äldsta fribrottningsförbund, Consejo Mundial de Lucha Libre (CMLL). Först i Arena Coliseo Guadalajara, och senare under 2024 i Arena México och Arena Coliseo. Samtliga arenor ägs och drivs av CMLL.

## Karriär
Nexy började träna som femtonåring och debuterade år 2016, som en andra generations-brottare. Hennes far, Argho var mycket framgångsrik på 1990-talet och början av 2000-talet då han främst brottades för Asistencia Asesoría y Administración.
Nexy spenderade drygt 7 år på den lokala och oberoende fribrottningsscenen i Mexiko. Hon har vunnit flera titelbälten i Mexico, framförallt i hennes hemstat Michoacán, men även i Guatemala där hon innehar titeln Campeona Internacional de Guatemala Reyna Maya. Nexy har även brottats i Colombia.
Den 17 december 2023 vann hon fribrottaren Cassandras hår i en så kallad lucha de apuestas (insatsmatch) i Morelia. Cassandra fick då raka av sig håret efter förlusten.
I CMLL gestaltar Nexy en rudo, det vill säga en ond karaktär, till skillnad från en tecnico som är de goda. Nexy brottades tidigare som tecnico. Nexy brottas med en fribrottningsmask och hennes identitet är inte känd av allmänheten, vilket är vanligt inom lucha libre.